# Micke Grove Regional Park
El Parque Regional de Micke Grove en inglés: Micke Grove Regional Park, es un Parque de ocio con varias zonas para pícnic cubiertas, el "San Joaquin Historical Museum", zoológico, jardín japonés y jardín botánico, con aproximadamente 258 acres (104 hectáreas) de extensión, de administración regional del condado de San Joaquín, en  Lodi, California.

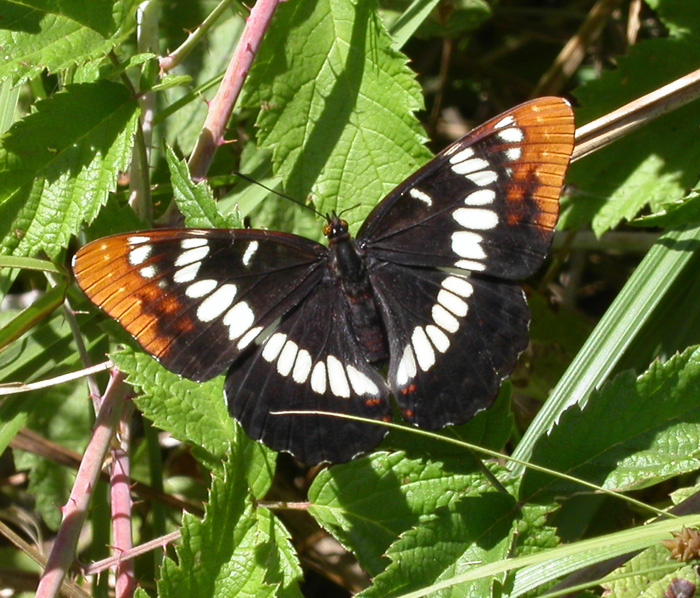
La mariposa "Lorquin's Admiral" (Limenitis lorquini).

## Localización
Micke Grove Regional Park 11793 N Micke Grove Road, Lodi, San Joaquín county CA 95240-9499 California, United States of America-Estados Unidos de América.
Planos y vistas satelitales.38°4′45″N 121°16′19″O / 38.07917, -121.27194

## Historia
En 1938, la familia Micke donó los 258 acres (104 hectáreas) de un parque de robles al Condado de San Joaquín.
El zoológico fue abierto al público en 1957 y Ronald Theodore Reuther fue su primer  curador.
El jardín japonés tiene sus comienzos en 1959 con la dirección de “Duke” Yoshimura. Nacido en Sacramento, sin embargo se educó en Japón, cuando  Yoshimura regresó a los Estados Unidos, entró en la escuela secundaria para aprender Inglés. "Duke" vino a servir en las fuerzas armadas durante la Segunda Guerra Mundial, donde también enseñó judo.

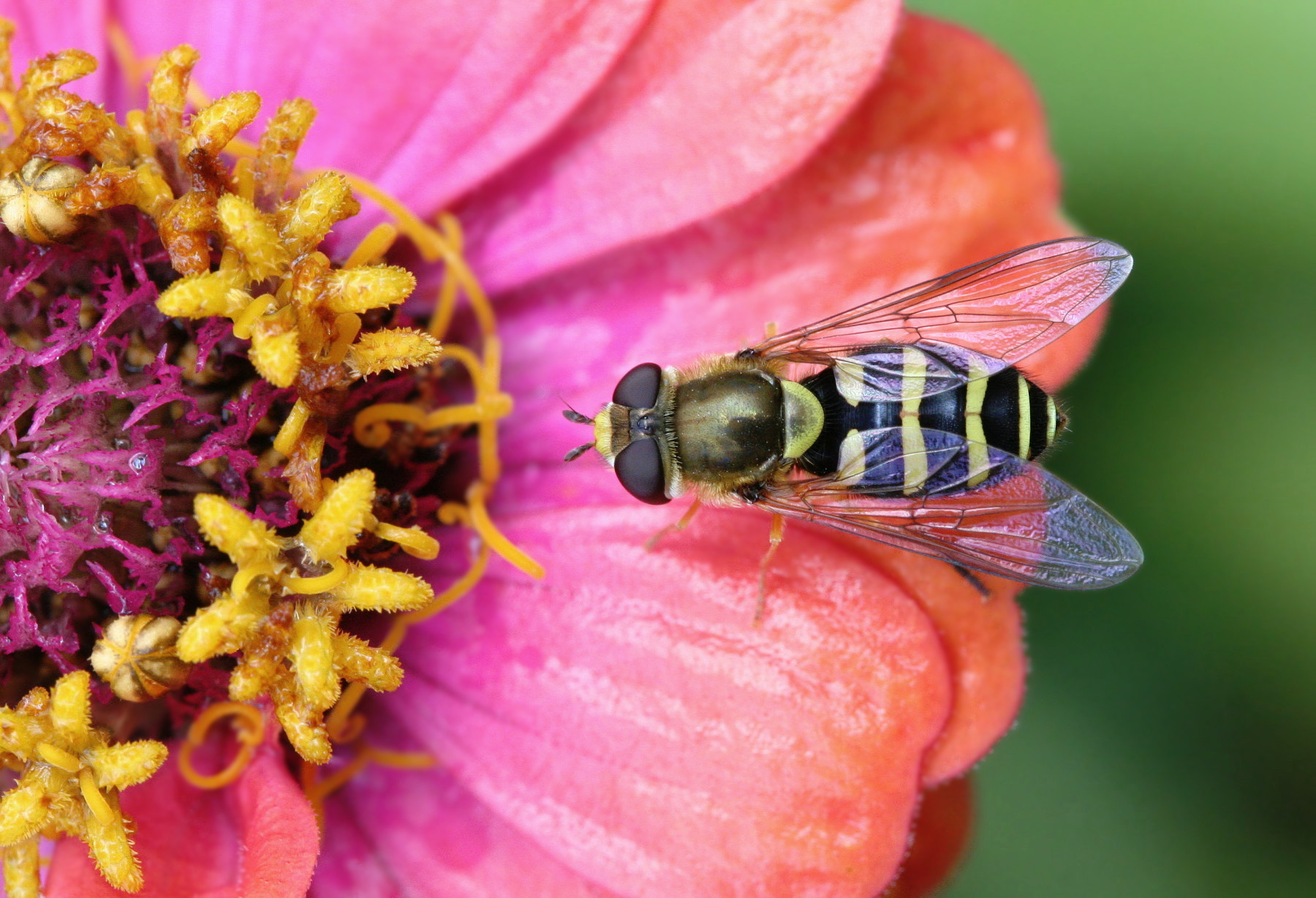
El insecto Eupeodes americanus.

## El jardín japonés
En 1959, "Duke" vino a trabajar en el "Micke Grove Park" y le pidió al Sr. William Micke permiso para construir un jardín japonés para mostrar su solidaridad con la gente del Condado de San Joaquín de la comunidad japonesa. El sr. Micke pensó que era una buena idea y dejó de lado tres hectáreas para el jardín.
Un comité de residentes de Stockton, Lodi y French Camp se formó para solicitar $ 5,000 en donaciones y aproximadamente 100 horas de trabajo voluntario de cada miembro del Club de Jardineros japoneses.
“Duke” contactó con Nagao Sakurai, que había trabajado durante 20 años como arquitecto de paisaje en el Palacio Imperial de Japón antes de llegar a diseñar jardines en los Estados Unidos. El sr. Sakurai aceptó diseñar el jardín, y comenzó en abril de 1965.
El jardín está rodeado de 60 cerezos de flor "Kwanzan" con cinco árboles de cerezos de floración "Akibono" en la zona central del jardín.
Tres religiones tienen una influencia en el jardín. El Sintoísmo que se expresa en el uso de piedras, el budismo es visible en el uso de linternas de piedra y el taoísmo se manifiesta en las islas.
Hay 11 linternas en el jardín, todas son en piedra a excepción de una que es de hormigón. La linterna pagoda de cinco pisos situado en la colina norte fue donada por la ciudad hermana de Lodi; Kofu, Japón. Cada historia es representativa de fuego, agua, tierra, aire y la atmósfera. La larga barra en la parte superior cuenta con nueve anillos y tiene un parentesco con Buda. La punta en forma de llama denota protección contra el fuego.
Los peces Koi en el estanque, con marcas de anillo que nos indican sus edades, pueden crecer hasta tres pies de largo. Los colores van desde el rojo, azul, blanco, marrón, negro y amarillo.
El puente en ángulo del jardín representa la creencia china de que los malos espíritus viajan en línea recta por debajo, por lo tanto, incapaces de seguir a través de este puente. El puente de arco de color rojo, por su parte, es de diseño típico japonés, e incluye ocho remates de brotes de flor de loto en bronce.
El gran edificio en el jardín es un pabellón diseñado por Hoji Wada de Stockton, que también diseñó la puerta de entrada del jardín. Se ofrece un hermoso telón de fondo para bodas al aire libre, que son populares en el jardín.

## El zoológico
Actualmente, es el hogar de los animales nativos y especies exóticas, algunas de las cuales están en peligro de extinción, y fue en un momento el zoológico acreditado por la Association of Zoos and Aquariums más pequeño.
Sin embargo, el zoológico perdió su acreditación en abril de 2006 debido al envejecimiento de las exposiciones y la estrecha sala de veterinario. Mientras que el espacio veterinario se ha ampliado y el departamento cuenta con el apoyo de la "University of California at Davis Veterinary Teaching Hospital", muchas exposiciones se encuentran aún en necesidad de expansión.
Incluido en la colección actual hay una variedad de rapaces que no puede soltarse, tortugas, y una variedad de lemures, y con una expansión en curso con el leopardo de las nieves y la nutria enana, originalmente previstas para ser agregadas en el 2010; sin embargo, la crisis económica ha frenado la construcción a mitad de camino y se ha pospuesto.

## Docencia
Los programas educativos son financiados por el condado con algún apoyo de la "Micke Grove Zoological Society".
Programas importantes incluyen las 6 semanas de campamento zoológico privado que ofrece a los estudiantes de escuelas charter del Condado de San Joaquín, y 5 semanas de campamento zoológico público; "Animal Discovery Tours", y los programas fuera del sitio del "Zoo to You".
También se pueden encontrar en el zoológico muchos primates y aves en peligro de extinción, incluyendo loros y tortugas de Madagascar.
El "Micke Grove Zoo" es el hogar de los animales nativos y especies exóticas de todo el mundo, incluyendo varias especies en peligro de extinción como el "Top Tamarin", el lémur de anillos blancos y negro. Las exposiciones incluyen el "Dosel del Bosque Tropical" con iguanas verdes y ardillas de Prevost y la "Isla perdida en el tiempo" con los lémures y tortugas radiadas procedentes de Madagascar.